# Alfred Hefter
Alfred Hefter (cu numele de familie scris și Hefter-Hidalgo; n. 13 decembrie 1892, Iași, România – d. 12 noiembrie 1957, Roma, Italia) a fost un scriitor, poet și jurnalist român de origine evreiască. În 1935 el a fondat ziarul de limba franceză Le Moment, care a fost publicat în București (plus la Geneva) până în 1940.
Prima lui scriere a fost un pamflet de influență marxistă pe care l-a scris în 1908 împreună cu fratele său, Jean (1887-1974), care era tot jurnalist. A publicat poezii în revista literară Simbolul. A fost redactorul revistei simboliste Versuri și Proză (1912-1914) și a două ziare, iar după 1924 a lucrat la București ca redactor, făcând parte dintr-un grup de intelectuali evrei care l-au influențat pe poetul, criticul și filosoful Benjamin Fondane. Intrând în conflict cu cenzura guvernamentală, s-a mutat la Geneva în 1931 și a redactat ziarul cotidian în limba franceză Le Moment, apoi a revenit la București pentru a continua publicarea lui acolo. El a părăsit Bucureștiul în 1941 și s-a îndreptat către Ierusalim, apoi s-a mutat în Franța în 1948 și în cele din urmă la Roma, unde a devenit om de afaceri și a murit în 1957.

## Scrieri
- Cuvinte despre oameni (1913)
- Din umbră (1913)
- Ariana (dramă, 1915)
- Miros de iarbă (dramă, 1915)